# Donald Hill Perkins
Donald Hill Perkins (1925) é um físico britânico.
É professor emérito da Universidade de Oxford. 